# جواو بيدرو بيريرا دوس سانتوس
جواو بيدرو لاعب كرة قدم برازيلي مولود في 22 أبريل 1993 يلعب حالياً في نادي الوصل الإماراتي 

## مسيرة اللاعب
احترف سابقاً في أندية برتغالية وإسبانية و نادي الفتح السعودي و احترف في الإمارات في نادي الظفرة ونادي بني ياس ونادي الوحدة.